# Inopeplus natalensis
Inopeplus natalensis es una especie de coleóptero de la familia Salpingidae.

## Distribución geográfica
Habita en  Natal en (Sudáfrica).